# Drhleny
Drhleny este o arie protejată (arie specială de conservare — SAC, sit de importanță comunitară — SCI) din Republica Cehă întinsă pe o suprafață de 17,09 ha, integral pe uscat.

## Localizare
Centrul sitului Drhleny este situat la coordonatele 50°29′41″N 15°04′48″E / 50.494722°N 15.08°E.

## Înființare
Situl Drhleny a fost declarat sit de importanță comunitară în aprilie 2005 pentru a proteja 1 specie de plante. Situl a fost protejat și ca arie specială de conservare în iulie 2012.

## Biodiversitate
Situată în ecoregiunea continentală, aria protejată nu include niciun habitat protejat.
La baza desemnării sitului se află o specie protejată de  plante: Trichomanes speciosum.